# Ștefan Georgescu (filozof)
Ștefan Georgescu (n. 26 martie 1928, Poiana Lacului, România – d. 27 iunie 2020, București, România) a fost un filosof român, profesor universitar. A adus contribuții în domeniile teoriei cunoașterii, epistemologiei, metodologiei științei, filosofiei dreptului.

## Biografie

### Studii
A fost al doilea din cei patru fii ai Ilenei (născută Dincă) și al lui Ion (al șaptelea copil al preotului Ion G. Stoica). 
A studiat la Școala Normală „Carol I” din Câmpulung Muscel, unde i-a fost profesoară de limba italiană Rosa del Conte, traducătoare din Eminescu, Blaga, Arghezi și reputat eminescolog, ulterior profesor universitar la Cluj, Milano și Roma și membru de onoare al Academiei Române. După absolvirea Școlii Normale din Câmpulung, în 1947, a susținut, în același an, diferențe de liceu teoretic și examenul de bacalaureat la Liceul „Radu Greceanu” din Slatina. 
Între 1947 și 1951 a studiat la Facultatea de Psihologie-Pedagogie a Universității din București, unde îi avea profesori pe Anton Dimitriu, Mihai Ralea, Gheorghe Zapan, susținând licența cu o lucrare de psihologie cognitivă, elogiată de profesorul Mihai Ralea.
În 1963 a obținut titlul de doctor în filosofie la Universitatea din București, cu teza Critica interpretării adevărului de către pozitivismul logic.
În 1966 a beneficiat de o bursă de specializare în filosofia științei în Franța, la Universitatea Sorbona, Paris, finanțată de Guvernul Francez, numărându-se, alături de câțiva colegi, printre primii bursieri români de după război ai Statului francez, ceea ce a însemnat reluarea unei importante tradiții universitare româno-franceze.

### Activitatea profesională
A desfășurat o activitate didactică permanentă timp de peste 55 de ani (1951-2006), dintre care peste 43 de ani (1954-1997) la Universitatea din București. 
După absolvirea facultății, în 1951, a funcționat ca profesor de psihologie, logică și pedagogie la Școala Normală din Câmpulung Muscel, iar din 1952, și ca director adjunct, activități pe care le-a îndeplinit până în 1954, când a devenit, prin concurs de admitere, aspirant cu frecvență la Facultatea de Filosofie a Universității din București. 
A parcurs toate treptele ierarhiei universitare – asistent (1954-1956), lector (1956-1964), conferențiar (1965-1969), profesor universitar (1969), devenind titular al cursului de Filosofie la Facultatea de Drept a Universității din București și ulterior al cursului de Filosofia dreptului, pe care îl inițiază în 1990. Totodată, a fost titularul cursului de Epistemologie și metodologia științei, disciplină pe care o introduce în anul 1967 în programa Facultății de Filosofie a aceleiași universități. În calitate de conducător de doctorat, a îndrumat teze de filosofia științei, filosofia limbajului, metodologie, creativitate științifică și „a organizat cu doctoranzii săi un seminar teoretic de filosofia științei deosebit de activ și fructuos, în care se discutau atât unele referate sau părți ale viitoarelor teze de doctorat cât și anumite studii semnificative din domeniul filosofiei contemporane. La discuții erau adesea invitați și profesori și studenți din alte facultăți ale Universității”.
A prezentat comunicări la numeroase reuniuni științifice naționale și internaționale, dintre care Al IV-lea Congres Internațional de Logică, Filosofie și Metodologia Științei –  București, 1971 (unde a susținut, în colaborare cu profesorul Vasile Tonoiu, comunicarea « Esquisse d’une théorie du  problème »), Al XV-lea Congres mondial de filosofie – Varna, 1973 ,  Al XVI-lea Congres Internațional de Istoria Științei  –  București, 1981 etc. 
A inițiat colocvii și simpozioane științifice de specialitate, printre care simpozionul cu tema Creativitatea umană – abordare multidisciplinară, organizat la 10 noiembrie 1971 în aula Facultății de Drept a Universității București, la care a participat, cu o comunicare, și marele savant Henri Coandă  , eveniment care s-a bucurat „de o largă audiență și participare publică”  și de un amplu ecou. 
În anii '60, a fost  director adjunct al Cursurilor de vară de limbă, cultură și civilizație românească, organizate, la Sinaia, de Universitatea din București și conduse de profesorul Boris Cazacu. 
A îndeplinit, succesiv, funcțiile de prodecan al Facultății de Filosofie (1959-1962), prodecan al Facultății de Drept, conducător al Cursului Postuniversitar de Relații Internaționale (1962-1964), prorector al Universității din București (1965-1969), decan al Facultății de Filosofie (1972-1976), director al Institutului de Filosofie, București (1973-1976).                                                                                                                                                                                                                                                                                                                                                                                                                                                                      
Între 1997-2006, a fost profesor al facultăților de drept ale universităților „Nicolae Titulescu” (1997-2002) și „Titu Maiorescu” (2002-2006) din București, unde a predat la secția de masterat. 
A fost membru corespondent și vicepreședinte al Secției de Filosofie și Logică a Academiei de Științe Sociale și Politice, membru al Comitetul Național de Filosofie, membru al comitetelor de redacție ale unor reviste de specialitate. 
A susținut cursuri și conferințe în Ungaria, la Universitatea Eötvös Loránd din Budapesta și în Belgia, la Facultatea de Litere și Filosofie a Universității Libere din Bruxelles, la Institutul de Filosofie din cadrul aceleiași universități și la Universitatea din Gant.

## Opera

### Cărți (selecție)
- Pozitivismul  logic și teoria adevărului. Studiu critic. București: Editura Politică, 1964.
- Epistemologie. București : Editura Didactică și Pedagogică, 1978.
- Filosofia dreptului – O istorie a ideilor. Partea I. București : Editura All, 1998.
- Filosofia dreptului. O istorie a ideilor din ultimii 2500 de ani. București : All Beck, 2001.
- Probleme filosofice ale științei militare. Elemente de epistemologie. Vol. 4 (coautor). București: Editura Militară, 1987.
- Studii juridice și economice (coautor). București: Editura Economică, 2001.

### Volume coordonate (selecție)
- Teoria cunoașterii științifice. Coordonatori: Ștefan Georgescu, Mircea Flonta și Ilie Pârvu. București: Editura Academiei Republicii Socialiste România, 1982.
- Existență, cunoaștere, valoare. Studii de filozofie. Colegiul de redacție: Ștefan Georgescu, Ion Tudosescu, Alexandru Florian și Mircea Flonta. București : Editura Didactică și Pedagogică, 1970.

### Lucrări didactice (selecție)
- Curs de teoria cunoașterii (coautor). București: Tipografia Universității din București, 1975.
- Filosofia științei. București : Academia Universitară Athenaeum, 1992.
- Filosofie. București: Institutul de Drept și Relații Internaționale „Nicolae Titulescu”, 1993.
- Introducere în filosofie, cu privire specială asupra filosofiei dreptului. București: Universitatea Română de Științe și Arte „Gheorghe Cristea”, Facultatea de Drept, 1994.

### Capitole și studii în volume (selecție)
- Capitolul VI. Ipoteza științifică (coautor). Prof. dr. Ștefan Georgescu -  par. 1, 2, 3,  Conf. dr. Teodor Dima - par. 3, 4. In Ștefan Georgescu, Mircea Flonta și Ilie Pârvu (coord.). Teoria cunoașterii științifice. București : Editura Academiei Republicii Socialiste România, 1982, p. 168-185.
- Capitolul XI. Funcțiile teoriilor științifice. In Ștefan Georgescu, Mircea Flonta și Ilie Pârvu (coordonatori). Teoria cunoașterii științifice. București: Editura Academiei Republicii Socialiste România, 1982, p. 290-319.
- Direcții și preocupări actuale în epistemologie. In Corneliu Soare (coordonator științific). Probleme filosofice ale științei militare. Elemente de epistemologie. Vol. 4. București: Editura Militară, 1987, p. 9-51.
- Operația de măsurare în cunoașterea științifică. In Ștefan Georgescu, Ion Tudosescu, Alexandru Florian și Mircea Flonta (colegiul de redacție). Existență, cunoaștere, valoare. Studii de filozofie. București : Editura Didactică și Pedagogică, 1970, p. 156-164.
- Cunoașterea științifică, experimentală și teoretică. In Ion Stroie (coord.). Curs de teoria cunoașterii. București: Universitatea din București, 1975, p. 67-77.
- The Fact as Central Concept in the Theory of Experimental  Knowledge. In Dumitru Ghișe and Angela Botez (editors). Dialectics – System – Science. București: Editura Academiei Republicii Socialiste România, 1981.
- Contribuția lui Antonio Gramsci la dezvoltarea gîndirii dialectice. In Ion Teodorescu, Angela Botez, Mircea Flonta. Dialectica materialistă și cunoașterea contemporană, vol. 1. București: Editura Academiei Republicii Socialiste România, 1987, p. 335-345.
- Despre statutul juridic al obscenității. In Corneliu Bîrsan, Augustin Fuerea, Alexandru Olteanu et al. Studii juridice și economice. București: Editura Economică, 2001, p. 353-367.

### Studii și articole în reviste de specialitate (selecție)
- « Quelques considérations sur l'oeuvre de Basile Conta ». Revue roumaine des sciences sociales. Série de philosophie et logique, vol. 14, nr. 4, 1970, p. 299-308.
- „Elemente de metodologia științei în opera lui Friedrich Engels”. Revista de filozofie, vol. 17, nr. 12, 1970, p. 1467-1474.
- „Creație și metodă”. În Probleme ale creativității umane  -  Simpozion, 10 nov. 1971, Revista de filozofie, tomul 19, nr. 1, 1972, p. 86-89.
- „Există un "Index Verborum Prohibitorum"? ”. Revista de filozofie, vol. 19, nr. 5, 1972, p. 699-701.
- « La certitude pratique ». Revue roumaine des sciences sociales. Série de philosophie et logique, vol. 17, nr. 2, 1973, p. 177-183.
- „Personalitatea lui Dimitrie Cantemir”. Analele Universității București. Filosofie. Anul XXII, nr. 2/1973, p. 9-11.
- „Corelația dintre critică și creație în gîndirea științifică”. Revista de filozofie, vol. 24, no. 6, 1977, p. 685-688.
- « La dialectique des fonctions des théories scientifiques ». Analele Universității București. Seria științelor sociale. Filosofie, vol. 30, nr. 1, 1981, p. 45-50.
- „Informația nediscursivă în cunoaștere”. Revista de filozofie, vol. 29, nr.1, 1982, p. 54-56.
- "Intellect and/or Reason". Noesis. Travaux du Comité Roumain d’Histoire et de Philosophie des Sciences XIII. București: Editura Academiei Republicii Socialiste România, 1987, p. 93-98.
- „La bicentenarul unui "plan pentru o pace universală și perpetuă" ”. Revista de filozofie, vol. 34, nr. 6, 1987, p. 490-493.

## Premii  și titluri onorifice
- Laureat al premiului Simion Bărnuțiu al Academiei Române, decernat în 1983 pentru contribuția, ca autor și coordonator (în colab.), la volumul Teoria cunoașterii științifice (1982)
- Titlul de cetățean de onoare al orașului Câmpulung